# Endoperplexa
Endoperplexa är ett släkte av svampar. Enligt Catalogue of Life ingår Endoperplexa i ordningen Auriculariales, klassen Agaricomycetes, divisionen basidiesvampar och riket svampar, men enligt Dyntaxa är tillhörigheten istället familjen Exidiaceae, ordningen gelésvampar, klassen Tremellomycetes, divisionen basidiesvampar och riket svampar.
|              | Auriculariaceae |
|              | |
|              | Stypella |
|              | |
|              | Tremellodendropsis |
|              | |
|              | Oliveonia |
|              | |
|              | Gloeotromera |
|              | |
|              | Guepinia |
|              | |
|              | Patouillardina |
|              | |
|              | Elmerina |
|              | |
|              | Heterorepetobasidium |
|              | |
|              | Basidiodendron |
|              | |
|              | Protomerulius |
|              | |
|              | Ceratosebacina |
|              | |
|              | Hauerslevia |
|              | |
|              | Serendipita |
|              | |
|              | Renatobasidium |
|              | |
|              | Microsebacina |
|              | |
| Endoperplexa | \| \| Endoperplexa dartmorica \| \| \| \| \| \| Endoperplexa subfarinacea \| \| \| \| \| \| Endoperplexa enodulosa \| \| \| \| |
|              | \| \| Endoperplexa dartmorica \| \| \| \| \| \| Endoperplexa subfarinacea \| \| \| \| \| \| Endoperplexa enodulosa \| \| \| \| |
|              | Heteroscypha |
|              | |
|              | Protodaedalea |
|              | |
|              | Metabourdotia |
|              | |
|              | Ductifera |
|              | |
|              | Protoradulum |
|              | |
|              | Protohydnum |
|              | |
|              | Heteroacanthella |
|              | |
|              | Pseudohydnum |
|              | |
|              | Endoperplexa dartmorica |
|              | |
|              | Endoperplexa subfarinacea |
|              | |
|              | Endoperplexa enodulosa |
|              | |

|  | Endoperplexa dartmorica   |
|  |                           |
|  | Endoperplexa subfarinacea |
|  |                           |
|  | Endoperplexa enodulosa    |
|  |                           |